# スパータンバーグ駅
スパータンバーグ駅（英語：Spartanburg Station）は、アメリカ合衆国サウスカロライナ州スパータンバーグ マグノリア・ストリート290にある駅。 全米各地を結ぶ旅客鉄道のアムトラックが乗り入れている。

## 概要
当駅はマグノリア・ストリートに1904年、サザン鉄道、クリンチフィールド鉄道、チャールストン・アンド・ウェスタンカロライナ鉄道の駅として建設された。1949年当時、スパータンバーグ駅を経由してワシントン - アトランタルートを14本もの旅客列車が運行されていた。貨物輸送と旅客輸送の双方がスパータンバーグに「ハブ・シティ」のニックネームを与えるのに役立った。

## 利用可能な鉄道路線／列車
アムトラックの停車する列車は下記の通り。
ニューヨークとニューオーリンズ間の夜行長距離列車クレセント号…1日1往復停車

## バス
当駅から乗車できるバスは以下の通り。
路線バス：スパータンバーグ地域交通局 (The Spartanburg Area Regional Transit Agency)